# ماركو ملادجان
ماركو ملادجان مواليد 26 مارس 1993 في لوغانو، هو لاعب كرة سلة صربي. بدأ مسيرته الاحترافية في سنة 2008. يلعب مع ليونز دي جنيف. لعب مع فريبورغ أولمبيك من سنة 2013 إلى 2015، ثم لعب مع نادي أوليمبيا لكرة السلة في سنة 2016، ثم لعب مع ليونز دي جنيف في سنة 2016.

## روابط خارجية
- ماركو ملادجان على موقع الاتحاد الدولي لكرة السلة (الإنجليزية)
- ماركو ملادجان على موقع كرة السلة الأوروبية.كوم (الإنجليزية)
- ماركو ملادجان على موقع ريلجم (الإنجليزية)
- ماركو ملادجان على موقع بروبوليرز (الإنجليزية)
- ماركو ملادجان على موقع سبورتس رفرنس (الإنجليزية)